# Maria Giuseppa Robucci-Nargiso
Maria Giuseppa Robucci-Nargiso (Poggio Imperiale, 20 maart 1903 – aldaar, 18 juni 2019) was een Italiaanse supereeuwelinge. Ze droeg sinds 2018 de titel van oudste vrouw van Europa.
Robucci werd geboren in Poggio Imperiale in 1903. In 1928 trouwde ze met Nicola Nargiso. Samen kregen ze vijf kinderen. In 1982 overleed haar echtgenoot.
Anno 2019 was ze op 116-jarige leeftijd de op een na oudste persoon ter wereld, na de eveneens 116-jarige Japanse Kane Tanaka. Tevens was ze na Emma Morano de oudste persoon uit Italië ooit.